# Aylostera pseudominuscula
Aylostera pseudominuscula es una especie de planta suculenta perteneciente al género Aylostera, dentro de la familia Cactaceae. Se distribuye desde Bolivia hasta el noroeste de Argentina y anteriormente se le conocía como Rebutia pseudominuscula.

## Descripción

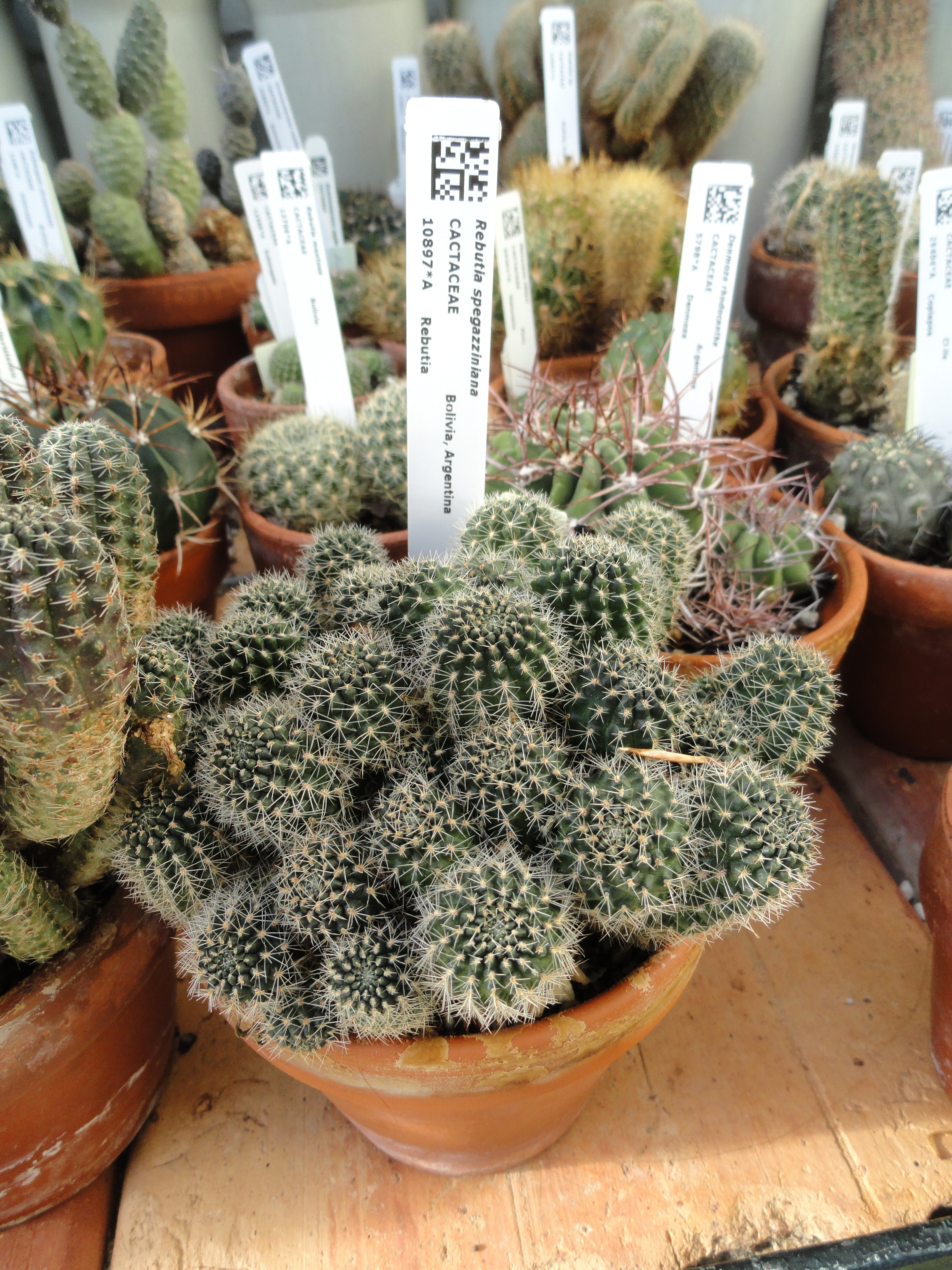
Cultivo en maceta

Aylostera pseudominuscula es una especie de cactus pequeño que crece normalmente formando grupos. Tiene el cuerpo de esférico a cilíndrico corto, de color verde amarillento a verde oscuro. Alcanza una altura de 6 a 9 cm, con un diámetro de 2 a 2,5 cm y tienen raíces engrosadas en forma de remolacha. 
Presentan aproximadamente 18 costillas divididas en tubérculos. Las areolas son pequeñas y de color blanco. Tienen de 3 a 4 espinas centrales (a veces ausentes), de color amarillo con la punta marrón y miden hasta 3 mm de largo. También presentan unas 14 espinas marginales de color amarillento,  que en ocasiones tienen la punta pardusca. Se extienden hasta sobresalir un poco y miden hasta 4 milímetros de largo.
Las flores son de color rojo brillante y crecen hasta 4 cm de largo, alcanzando el mismo diámetro. Los frutos son esféricos y de color verde rojizo.

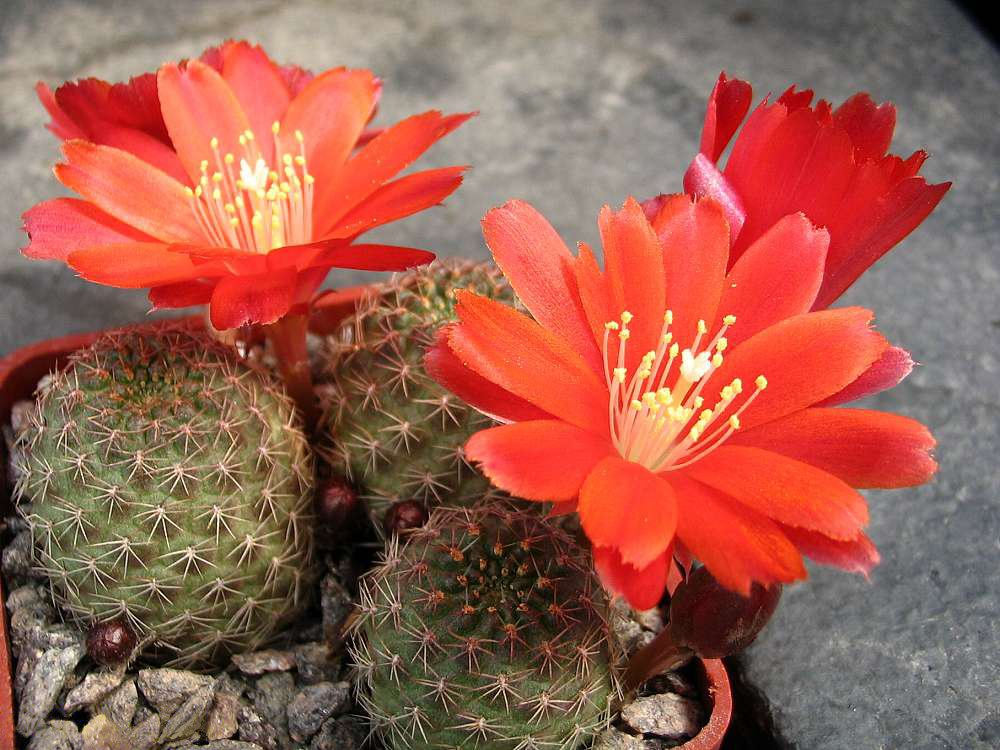
Planta en floración

## Distribución y hábitat
El área de distribución nativa de esta especie va desde Bolivia hasta el noroeste de Argentina y crece principalmente en biomas desérticos o de matorrales secos.

## Taxonomía
La primera descripción de esta especie fue como Echinopsis pseudominuscula, publicada en 1905 por el botánico argentino Carlos Luis Spegazzini en la revista científica Anales del Museo Nacional de Buenos Aires 11: 488.
Más tarde, el propio Carlos Luis Spegazzin trasladó la especie al género Aylostera, por lo que pasó a llamarse Aylostera pseudominuscula. Registró estos cambios en la revista científica Anales de la Sociedad Científica Argentina 96: 75, publicada en 1923.

Etimología
- Aylostera: nombre genérico formado a partir de las palabras griegas aulos, transliterado irregularmente como aylos, (que significa 'tubo') y stereos (que significa 'sólido'), en alusión al tubo floral sólido que poseen.[4]
- pseudominuscula: epíteto específico que deriva del prefijo pseudo- (que significa 'falso' o 'parecido a'), y la palabra latina minusculus (que significa 'pequeño' o 'menor'), haciendo referencia a su tamaño.[5]

Sinonimia
- Aylostera deminuta var. pseudominuscula (Speg.) Backeb., 1936
- Aylostera fulviseta (Rausch) Mosti & Papini, 2011)
- Aylostera patericalyx (F.Ritter) Mosti & Papini, 2011
- Aylostera rubiginosa (F.Ritter) Backeb., 1963
- Aylostera spegazziniana (Backeb.) Backeb., 1936
- Aylostera vulpina (F.Ritter) Mosti & Papini, 2011
- Echinocactus pseudominusculus Speg., 1905
- Rebutia deminuta f. pseudominuscula (Speg.) Buining & Donald, 1963
- Rebutia fulviseta Rausch, 1970
- Rebutia patericalyx F.Ritter, 1977
- Echinopsis pseudominuscula Speg., 1905 (basónimo)
- Rebutia pseudominuscula (Speg.) Britton & Rose, 1922
- Rebutia rubiginosa F.Ritter, 1963
- Rebutia spegazziniana Backeb., 1933
- Rebutia vulpina F.Ritter, 1977

## Usos
Se cultiva principalmente como planta ornamental y su propagación se realiza normalmente a través de hijuelos o semillas.